# باونچووه
باونچووه (به فرانسوی: Bavinchove) یک کمون (فرانسه) در فرانسه است که در canton of Cassel واقع شده‌است. باونچووه ۸٫۳۱ کیلومتر مربع مساحت دارد ۳۸ متر بالاتر از سطح دریا واقع شده‌است.